# リヴザルト
リヴザルト （フランス語: Rivesaltes 発音、カタルーニャ語: Ribesalte）は、フランス、オクシタニー地域圏ピレネーゾリアンタル県のコミューン。リヴザルトの名は2種類の甘口ワイン（ヴァン・ドゥ・ナチュレ・ワイン）、リヴザルトAOCとミュスカ・ド・リヴザルトAOCに付けられている。
ペルピニャンの北部に位置する。

## 歴史
リヴザルトの名は、『高い岸辺』を意味するラテン語のRipis Altisに由来する。1103年にはRibesaltaと記されていた。
コミューンの起源ははっきりしないが、729年のアラブ人侵攻時にはすでに存在したと信じられている。923年、コミューンの名が聖マリー教会と聖アントワーヌ教会に記された。リヴザルトの土地はフランス革命までラグラス修道院が所有していた。
1938年に開設されたリヴザルト収容所には、外国籍を持つユダヤ人たちが集められ、その一部はドランシー収容所へ送られた。1944年にナチス・ドイツがフランス南部から撤退すると、ドイツ人を含む戦争捕虜たちが収容された。1957年にアルジェリア独立戦争が起きてからは、独立支持者を収容する刑務所となった。

## 交通
- 鉄道 - TERラングドック＝ルシヨン、リヴザルト駅

## 出身者
- ジョゼフ・ジョフル

## 姉妹都市
- クリスロー、イギリス